# Eckhard Alt
Eckhard U. Alt (* 9. November 1949 in Pforzheim) ist habilitierter Facharzt für Innere Medizin, Kardiologie und Intensivmedizin sowie Gründer des Isar Klinikums in München.

## Leben
Nach dem Studium in Heidelberg, Graz und Rhode Island legte Alt 1974 in Heidelberg sein medizinisches Staatsexamen ab. Seine Ausbildung zum Internisten, Intensivmediziner und Kardiologen absolvierte er am Klinikum Rechts der Isar der Technischen Universität München. Er ist Facharzt für Innere Medizin, Kardiologie und Intensivmedizin und wurde 1984 an der TU München habilitiert.
Am M. D. Anderson Cancer Center der University of Texas in Houston war Alt Professor im Bereich Molekularpathologie.
Außerdem ist er Gründer und Vorsitzender des Aufsichtsrates des Isar Klinikums in München, das 2008 unter dem Namen Isar Medizin Zentrum eröffnet wurde.
Alt engagiert sich in wohltätigen Organisationen und Projekten. Neben mehreren von ihm gegründeten Stiftungen zur Förderung der wissenschaftlichen Forschung und Bildung unterstützt er aktiv Entwicklungsprojekte und andere internationale wohltätige Vorhaben. In Tansania fördert er das Dodoma Christian Medical Center in Dodoma.

### Privates
Alt ist mit der Sängerin Anna Maria Kaufmann verheiratet. Zudem ist Alt in der Münchner High-Society gut vernetzt.

## Auszeichnungen und Ehrungen
- Forschungspreis der European Society for Cardiovascular Surgery 1998[6]
- Forschungspreis der Erasmus-Universität Rotterdam als Best Cardiovascular Researcher 1997
- Nennung als einer der führenden Kardiologen und Spezialisten für Herzrhythmusstörungen in den Büchern Die besten 1.000 Ärzte und Die besten 100 Kardiologen Deutschlands[7]
- Unternehmer des Jahres 2009 in München[8]
- Innovator of the Year 2009 in Houston[9]

## Veröffentlichungen
- A randomized comparison of antiplatelet and anticoagulant therapy after the placement of coronary-artery stents
- Effect of Glycoprotein IIb/IIIa Receptor Blockade on Recovery of Coronary Flow and Left Ventricular Function After the Placement of Coronary-Artery Stents in Acute Myocardial Infarction
- Biodegradable coating with inhibitory properties for application to biocompatible materials
- Vascular and endoluminal stents with improved coatings
- Flexible implantable stent with composite design